# Ernst Ludwig Herrfurth

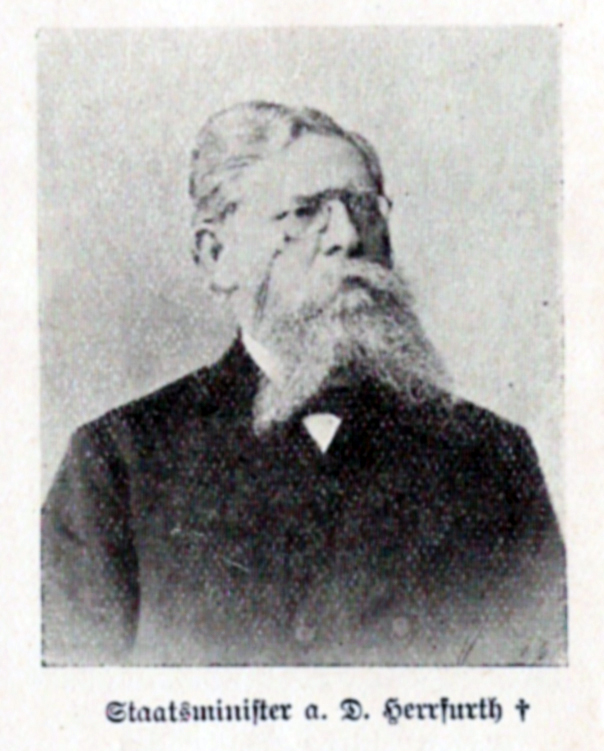
Ernst Ludwig Herrfurth

Ernst Ludwig Herrfurth (* 6. März 1830 in Oberthau; † 14. Februar 1900 in Berlin) war ein preußischer Staatsmann.

## Leben
Ernst Ludwig Herrfurth war der jüngste Sohn des gleichnamigen Rittergutsbesitzers auf Oberthau und Krumpa und der Henriette geb. Stephan. Herrfurth studierte Rechts- und Kameralwissenschaften in Jena und Berlin, währenddessen er 1848 Mitglied der Burschenschaft Germania Jena wurde. Ab 1857 war er bei der Regierung in Arnsberg angestellt. Ab 1867 wurde er zum Regierungsrat befördert und 1873 nach Berlin in das Innenministerium berufen. Dort arbeitete er vorrangig auf den Gebieten Versicherungen, Gemeindefinanzen und Statistik. Ab 1882 war er Unterstaatssekretär. Nachdem Kaiser Friedrich III. 1888 den konservativen Robert Viktor von Puttkamer als Minister des Innern in Preußens ablöste, wurde Herrfurth sein Nachfolger. Die Ernennung führte zu erheblichen Auseinandersetzungen unter den politischen Größen seiner Zeit. Dieses Amt hatte er bis 1892 inne.
Herrfurth unternahm – im Gegensatz zum preußischen Ministerpräsidenten Bismarck – mit dem Entwurf einer Landgemeindeordnung für die sechs östlichen Provinzen Preußens den Versuch, das bis dahin ungenügende Kommunalrecht zu verbessern. Da er ab 1888 Mitglied des Preußischen Abgeordnetenhauses war, gelang es ihm am 24. April 1891 schließlich, seine Gemeindeverfassung vom Parlament bestätigen zu lassen. Herrfurth setzte sich bis zu seinem Rücktritt im Jahr 1892 für die Eingemeindung einiger Berliner Vororte in die Hauptstadt ein. Des Weiteren setzte er zusammen mit Emma Ihrer am 10. Mai 1890 durch, dass von Frauen für Frauen einberufene Versammlungen nicht mehr verboten wurden.
Herrfurth wohnte 1892 Unter den Linden 73.

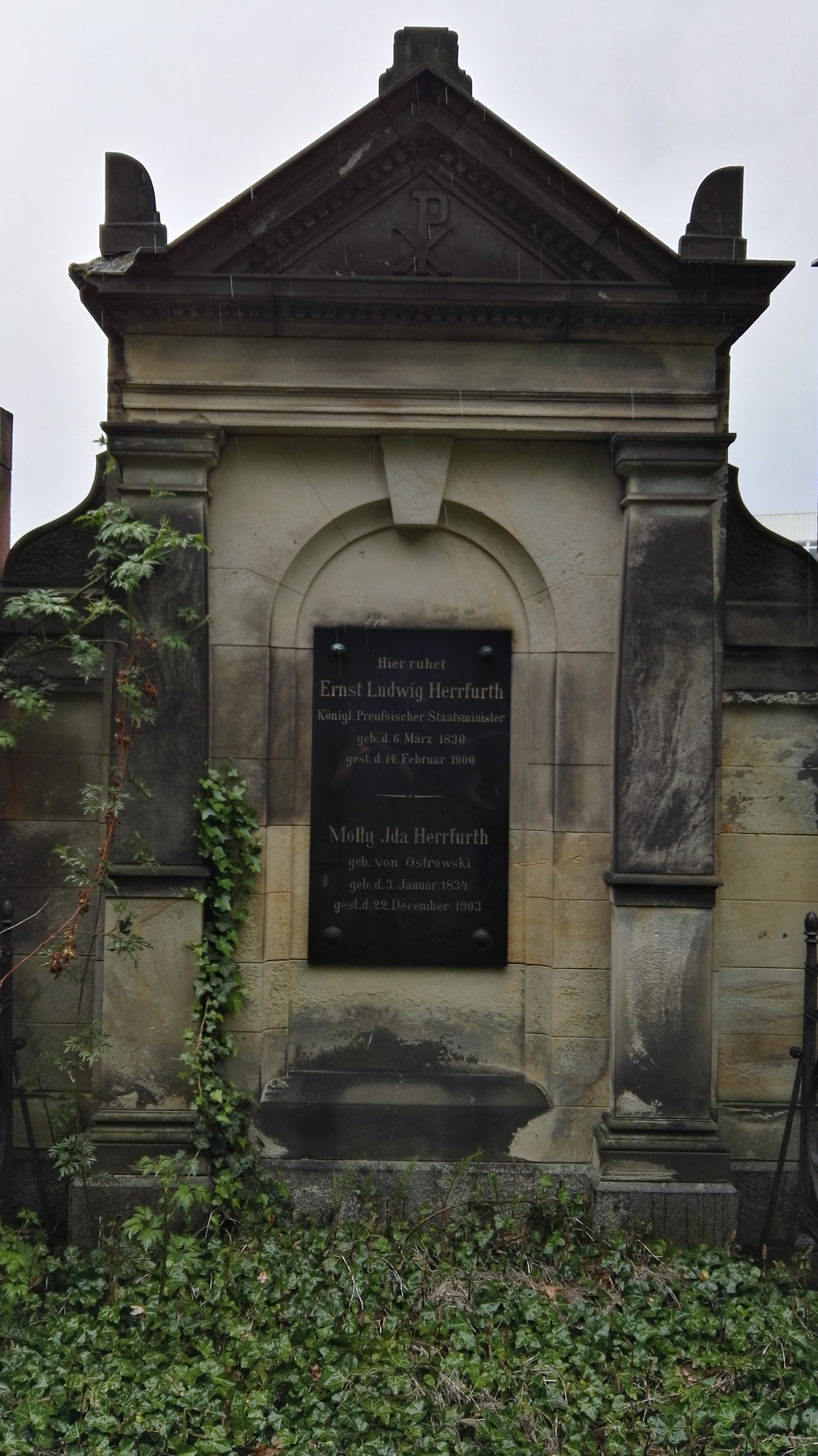
Grab von Herrfurth in Berlin-Schöneberg

Ernst Ludwig Herrfurth starb, nur drei Wochen vor seinem 70. Geburtstag, Mitte Februar 1900 in Berlin. Sein Grab befindet sich auf dem Alten Kirchhof der Zwölf-Apostel-Gemeinde in Berlin-Schöneberg. Die Wandgrabanlage aus Sandstein zeigt eine zentrale Ädikula mit Dreiecksgiebel, Pilastern und schwarzer Inschriftentafel. Das Grabfeld wird von einem Gitter eingefasst.

## Ehrungen
Straßen und Plätze:
- Herrfurthstraße, in Neukölln, Benennung zu seinem 63. Geburtstag am 6. März 1893 (zwischen Hermannstraße und dem heutigen Tempelhofer Feld)
- Herrfurthplatz auf Herrfurthstraße und Schillerpromenade in Neukölln, Benennung wie die Herrfurthstraße seit 6. März 1893
- Herrfurthstraße in Steglitz, Name seit 17. Juli 1906
- Herrfurthstraße in Zehlendorf (vom 2. Mai 1905 bis 1. Juni 1961, heute Von-Laue-Straße)